# Sardonic Wrath
Sardonic Wrath is het elfde album van de Noorse blackmetalband Darkthrone.
De lp-versie van het album verscheen in een beperkte oplage van 2000 stuks. Het hele album werd in april van 2004 zeer vroeg op het internet uitgebracht vergeleken met de cd, die op 6 september van dat jaar uitkwam. Er zijn opmerkelijke verschillen tussen beide uitvoeringen.
Het nummer Rawness Absolete wordt op veel internetsites foutief aangegeven alsof het geen songteksten bevat, mogelijk door het ontbreken van de teksten op de hoes.

## Inhoud
1. "Order of the Ominous" – 2:32
2. "Information Wants to Be Syndicated" – 3:44
3. "Sjakk matt Jesu Krist" (Schaakmat Jezus Christus) – 4:04
4. "Straightening Sharks in Heaven" – 3:27
5. "Alle gegen Alle" – 3:21
6. "Man tenker sitt" – 3:05
7. "Sacrificing to the God of Doubt" – 4:34
8. "Hate Is the Law" – 3:22
9. "Rawness Obsolete" – 6:14

## Credits
- Fenriz – drums
- Nocturno Culto – gitaar, basgitaar, zang